# Бокс на літніх Олімпійських іграх 1932
Турнір з боксу на літніх Олімпійських іграх 1932 проходив з 9 по 13 серпня 1932 року. Через відсутність багатьох європейських спортсменів кількість боксерів з 18 країн склала лише 85 чоловік. Тільки чотири країни (Аргентина, Німеччина, Італія та США) мали учасників в кожному дивізіоні. Усі поєдинки тепер тривали три раунди по три хвилини. Рефері тепер розміщувався всередигі рингу, а не біля ринга, а також під час бою використовували зелені і червоні пояси, щоб розрізняти бійців.

## Загальний медальний залік
| Місце               | Країна                          | Золото | Срібло | Бронза | Загалом |
| ------------------- | ------------------------------- | ------ | ------ | ------ | ------- |
| 1                   | Аргентина                       | 2      | 1      | 0      | 3       |
| 2                   | США                             | 2      | 0      | 3      | 5       |
| 3                   | Південно-Африканська Республіка | 2      | 0      | 1      | 3       |
| 4                   | Канада                          | 1      | 0      | 0      | 1       |
| 4                   | Угорщина                        | 1      | 0      | 0      | 1       |
| 6                   | Німеччина                       | 0      | 3      | 0      | 3       |
| 7                   | Італія                          | 0      | 2      | 0      | 2       |
| 8                   | Швеція                          | 0      | 1      | 1      | 2       |
| 9                   | Мексика                         | 0      | 1      | 0      | 1       |
| 10                  | Данія                           | 0      | 0      | 1      | 1       |
| 10                  | Філіппіни                       | 0      | 0      | 1      | 1       |
| 10                  | Фінляндія                       | 0      | 0      | 1      | 1       |
| Загалом (12 збірні) | Загалом (12 збірні)             | 8      | 8      | 8      | 24      |

## Медалісти
| Event                          | Золото                                            | Срібло                        | Бронза                                        |
| ------------------------------ | ------------------------------------------------- | ----------------------------- | --------------------------------------------- |
| Найлегша вага (до 50,8 кг)     | Іштван Енекеш · Угорщина                          | Франциско Кабаньяс · Мексика  | Луїс Саліка · США                             |
| Легша вага (до 53,5 кг)        | Горас Гвінн · Канада                              | Ганс Зігларський · Німеччина  | Хосе Вільянуева · Філіппіни                   |
| Напівлегка вага (до 57,2 кг)   | Кармело Робледо · Аргентина                       | Джозеф Шлейнкофер · Німеччина | Аллан Карлссон · Швеція                       |
| Легка вага (до 61,2 кг)        | Лоуренс Стівенс · Південно-Африканська Республіка | Туре Агльквіст · Швеція       | Натан Бор · США                               |
| Напівсередня вага (до 66,7 кг) | Едвард Флінн · США                                | Еріх Кампе · Німеччина        | Бруно Агльберг · Фінляндія                    |
| Середня вага (до 72,6 кг)      | Кармен Барт · США                                 | Амадо Азар · Аргентина        | Ернест Пірс · Південно-Африканська Республіка |
| Напівважка вага (до 79,4 кг)   | Девід Карстенс · Південно-Африканська Республіка  | Джино Россі · Італія          | Петер Йоргенсен · Данія                       |
| Важка вага (понад 79,4 кг)     | Сантьяго Ловель · Аргентина                       | Луїджі Роваті · Італія        | Фредерік Фері · США                           |